# Cometodendron
Cometodendridae
Famille
Genre
Cometodendron, unique représentant de la famille des Cometodendridae, est un genre de Ciliés de la classe des Kinetofragminophora et de l’ordre des Suctorida.

## Étymologie
Le nom Cometodendron est dérivé du grec κόμη / komi, « chevelure », et de δένδρων / dendron, « arbre », littéralement « arbre chevelu », en référence à la forme de l'organisme.

## Description
Cometodendron a un corps cellulaire droit allongé portant un certain nombre de bras ramifiés qui partent de la face supérieure. Il n'y a pas de tige et pas de lorica (loge). Le corps est attaché directement aux gammares d'eau douce par une extension en forme de pied. Les bras sont équipés de courts tentacules pointus rétractiles. Le macronoyau est sphérique et la reproduction se ferait par simple bourgeonnement endogène.
Il est facilement confondu avec le genre Dendrocometes Stein, 1852 (genre type de la famille des Dendrocometidae) qui a un corps arrondi sans attache de pied.

## Habitat
Cometodendron a été découvert sur la corps de crustacés gammaridés dans le lac Baïkal (Sibérie).

## Systématique
Le nom valide de la famille est Cometodendridae Jankowski, 1967.
Le genre Cometodendron a été créé en 1928 par Boris Swarczewsky (d).

## Liste des espèces
Selon GBIF (25 octobre 2023) :
- Cometodendron brevimanum Swarczewsky, 1928
- Cometodendron clavatum Swarczewsky, 1928
- Cometodendron digitatum Swarczewsky, 1928
- Cometodendron erectum Haeckel, 1866
- Cometodendron erectum Swarczewsky, 1928
- Cometodendron longimanum Swarczewsky, 1928
- Cometodendron palmetta Swarczewsky, 1928
- Cometodendron palmettoideum Swarczewsky, 1928
- Cometodendron pendunculatum Swarczewsky, 1928
- Cometodendron raphanus Swarczewsky, 1928
- Cometodendron rhabdophryoideum Swarczewsky, 1928
- Cometodendron spissum Swarczewsky, 1928
- Cometodendron subtile Swarczewsky, 1928